# 終極生死格鬥
《終極生死格鬥》是一款由Team Ninja开发、特库摩于2004年为Xbox平台发行的格斗游戏合集。该合集收录了系列前两部作品，即1996年的《生死格鬥》与1999年的《生死格鬥2》。《終極生死格鬥》包含了基于世嘉土星版制作的《生死格鬥》高清复刻版，以及全面强化的《生死格鬥2》重制版；后者采用了新的图形引擎，融入了《生死格鬥3》的游戏机制，增加了新内容，并将角色“瞳”加入了可用角色阵容。本作提供了在线多人对战功能，使其成为首批支持线上对战的格斗游戏。 
《終極生死格鬥》发售后收获了媒体的普遍好评，其在线功能备受赞誉。2006年，合集中的两款游戏加入了Xbox 360的向下兼容阵容。2021年，两款游戏在全球范围上架Xbox Live商店，并加入Xbox One和Xbox Series X/S的向下兼容游戏库。

## 剧情
《終極生死格鬥》的故事模式流程与原作基本相同，但游戏新增了一段CG开场动画。动画深入揭示了三位雾幻天神流忍者——霞、绫音、疾风之间的关系与过往，以及在他们共同出身的村庄中发生的事件。动画中，不仅出现了霞和疾风的父亲紫电（初代《生死格鬥》中仅有提及），还有绫音的养父幻罗（此时的他尚未在《生死格鬥3》中变成怪物），更首次引出了霞、疾风、绫音三人的生母菖蒲。
此段CG动画为系列前三部作品的故事序章，展现了多个剧情事件：菖蒲被霞与疾风的叔父雷道强暴后诞下绫音、幻罗将绫音抚养长大、雷道重伤疾风致其陷入昏迷、霞踏上向雷道复仇之路。